# Spagatkrapfen
Spagatkrapfen sind ein traditionelles österreichisches Gebäck aus der Steiermark und angrenzenden Regionen, das insbesondere zu festlichen Anlässen wie Hochzeiten, Weihnachten und regionalen Volksfesten serviert wird. Charakteristisch für Spagatkrapfen ist ihre filigrane, rillenartige Form, die durch das Frittieren in speziellen Metallzangen erzielt wird. Durch ihre knusprige Textur und die süße, meist mit Zimt und Staubzucker verfeinerte Oberfläche erfreuen sich Spagatkrapfen bis heute großer Beliebtheit.

## Geschichte und Verbreitung
Der Ursprung der Spagatkrapfen lässt sich bis ins 18. Jahrhundert zurückverfolgen. Erste Erwähnungen finden sich in steirischen Hauswirtschaftsbüchern sowie in mündlich überlieferten Rezepten im bäuerlichen Milieu. Ursprünglich handelte es sich um ein Festtagsgebäck, das in ländlichen Regionen der Steiermark zubereitet wurde, um bei Hochzeiten, Taufen oder religiösen Festen auf den Tisch zu kommen.
Im Laufe der Zeit verbreitete sich das Rezept auch in angrenzende Bundesländer wie Kärnten und das Burgenland. Heute findet man Spagatkrapfen sowohl auf traditionellen Bauernmärkten als auch in der gehobenen Gastronomie, die auf regionale Spezialitäten Wert legt.

## Etymologie
Der Name „Spagatkrapfen“ leitet sich von der ursprünglichen Zubereitungsmethode ab. Der rohen, dünn ausgerollte Teig wurde früher um eigens dafür angefertigte Eisenformen gewickelt und mit Spagat (dünner Schnur) fixiert, um während des Frittierens die charakteristische rillenartige Form zu bewahren. Nach dem Backen wurde der Spagat entfernt, und die knusprige Struktur blieb erhalten.
Heutzutage ersetzt eine spezielle Spagatkrapfenzange, meist aus Edelstahl gefertigt, die ursprüngliche Technik. Diese erleichtert nicht nur das Handling während des Frittierens, sondern garantiert auch eine gleichmäßige Form.

## Zubereitung
Der Teig für Spagatkrapfen ist ein feiner, mürber Teig, der durch die Verwendung hochwertiger Zutaten eine besondere Konsistenz und Aromatik erhält. Zu den typischen Bestandteilen zählen glattes Mehl, Butter, frische Eidotter, trockener Weißwein oder Apfelmost, Schlagobers oder Sauerrahm, eine Prise Salz sowie optional Vanillinzucker und frisch abgeriebene Zitronenschale.
Nach sorgfältigem Kneten wird der Teig in Frischhaltefolie gewickelt und für mehrere Stunden, häufig über Nacht, kühl gelagert. Dieser Ruheprozess trägt zur gewünschten Elastizität und zum feinen Aroma bei. Anschließend wird der Teig auf einer bemehlten Arbeitsfläche messerrückendick ausgerollt und in rechteckige Stücke geschnitten. Diese Rechtecke werden in die vorgeheizte Spagatkrapfenzange eingespannt und in heißem Fett (traditionell Schweineschmalz oder Butterschmalz) goldbraun und knusprig ausgebacken.
Nach dem Ausbacken lässt man die Krapfen auf Küchenpapier abtropfen und bestreut sie noch warm großzügig mit einer Mischung aus feinem Staubzucker und gemahlenem Zimt.

## Serviervarianten

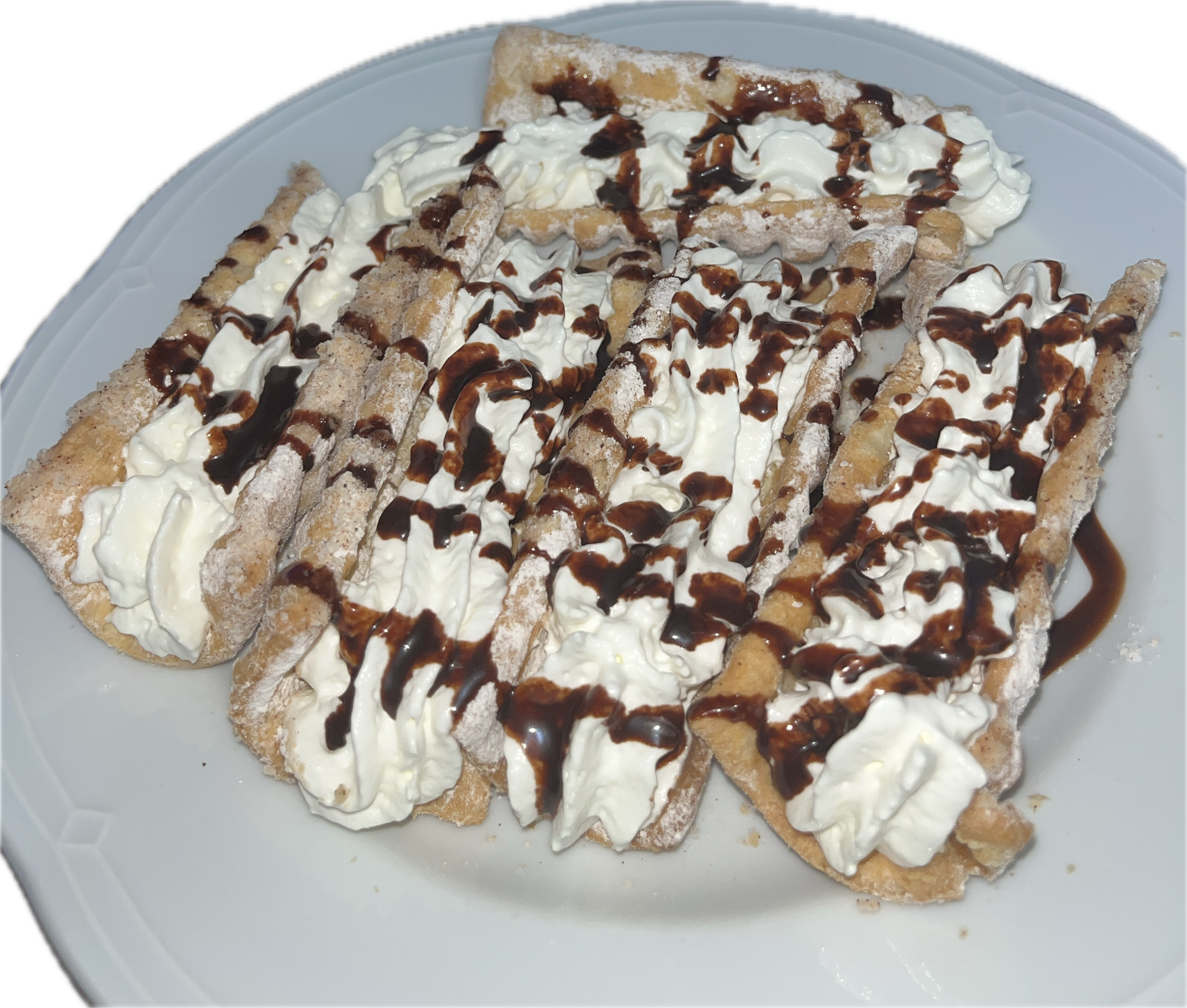
Spagatkrapfen mit Schlagobers und Schokoladensauce

Spagatkrapfen werden traditionell pur oder mit verschiedenen Beilagen serviert. Zu den klassischen Varianten gehören:
Mit Schlagobers und Marmelade
Besonders beliebt ist Preiselbeermarmelade, deren feine Säure einen Kontrast zur süßen Krapfenhülle bildet.
Mit Schokoladensauce
In der gehobenen Küche werden Spagatkrapfen gelegentlich mit warmer Schokoladensauce und frischen Beeren angeboten.
Als Beilage zu Wildgerichten
In manchen Regionen werden sie als knusprige Beilage zu Gerichten wie Wildragout oder Hirschbraten gereicht.
In jüngerer Zeit finden sich auch moderne Interpretationen, bei denen Spagatkrapfen etwa mit aromatisierten Ganache-Füllungen oder Obstkompott kombiniert werden.

## Bedeutung
Als Teil des kulinarischen Erbes der Steiermark werden Spagatkrapfen heute in Kochkursen, bei Brauchtumsveranstaltungen und in der Gastronomie gepflegt und weitergegeben. Insbesondere im Rahmen von Slow-Food-Initiativen wird ihr traditionelles Herstellungsverfahren dokumentiert und bewahrt.